# Fonciello
Fonciello, también conocido como Fonciello de Meres, es una localidad asturiana del concejo de Siero. Es una aldea de la parroquia de Tiñana. Se encuentra a cinco kilómetros de Pola de Siero, capital del municipio. Su código postal es el 33 199.

## Geografía
Fonciello se sitúa a 210 metros sobre el nivel del mar, en una zona húmeda y antiguamente casi pantanosa, debido a las crecidas del río Nora. Se llega yendo en dirección sur por la carretera AS-17, así como cuenta con un apeadero. Se encuentra a su vez cerca del Camino de Santiago conocido como el camino francés

## Demografía
En el año 2000 contaba con 182 habitantes.

## Historia
Debido a las crecidas del río Nora, en el XVI sus habitantes recibieron licencia de las autoridades eclesiásticas para acudir y realizar los actos de culto en la iglesia de Santa Ana.